# Rick (Vorname)
Rick ist ein männlicher Vorname, eine englische Kurzform von Richard. Rik ist eine niederländische Kurzform von Hendrik.

## Namensträger

### Rick
- Rick Astley (* 1966), britischer Sänger
- Rick Blanc (≈1950–2010), US-amerikanischer Jazzmusiker
- Rick Chamberlain (1952–2015), US-amerikanischer Posaunist
- Rick Derringer (1947–2025), US-amerikanischer Rockmusiker
- Rick Dior (1947–1998), US-amerikanischer Tontechniker
- Rick Geenen (* 1988), niederländischer Fußballspieler
- Rick Hall (1932–2018), US-amerikanischer Musikproduzent, Labelchef und Toningenieur
- Rick Mofina (* 1959), kanadischer Schriftsteller
- Rick Moranis (* 1953), kanadischer Komödiant, Schauspieler und Musiker
- Rick Okon (* 1989), deutscher Schauspieler
- Rick Parfitt (1948–2016), britischer Rockgitarrist
- Rick Parker (* 1978), US-amerikanischer Jazzposaunist
- Rick Rosenthal (* 1949), US-amerikanischer Regisseur
- Rick Salomon (* 1968), US-amerikanischer Pokerspieler und Schauspieler
- Rick Springfield (* 1949), australo-amerikanischer Musiker und Schauspieler
- Rick Upchurch (* 1952), US-amerikanischer American-Football-Spieler
- Rick Worthy (* 1967), US-amerikanischer Schauspieler
- Rick Yancey (* 1962), US-amerikanischer Schriftsteller

### Rik
- Rik Battaglia (1927–2015), italienischer Schauspieler
- Rik Reinerink (* 1973), niederländischer Radrennfahrer
- Rik Reinking (* 1976), deutscher Kunstsammler
- Rik Van Looy (1933–2024), belgischer Radrennfahrer
- Rik Van Steenbergen (1924–2003), belgischer Radrennfahrer
- Rik Verbrugghe (* 1974), belgischer Radrennfahrer